# Artie Bell
Arthur James "Artie" Bell (Belfast, 6 september 1914 – aldaar, 7 augustus 1972) was een Iers motorcoureur die slechts een korte carrière had in de jaren na de Tweede Wereldoorlog. Hij racete uitsluitend met motorfietsen van het merk Norton. 

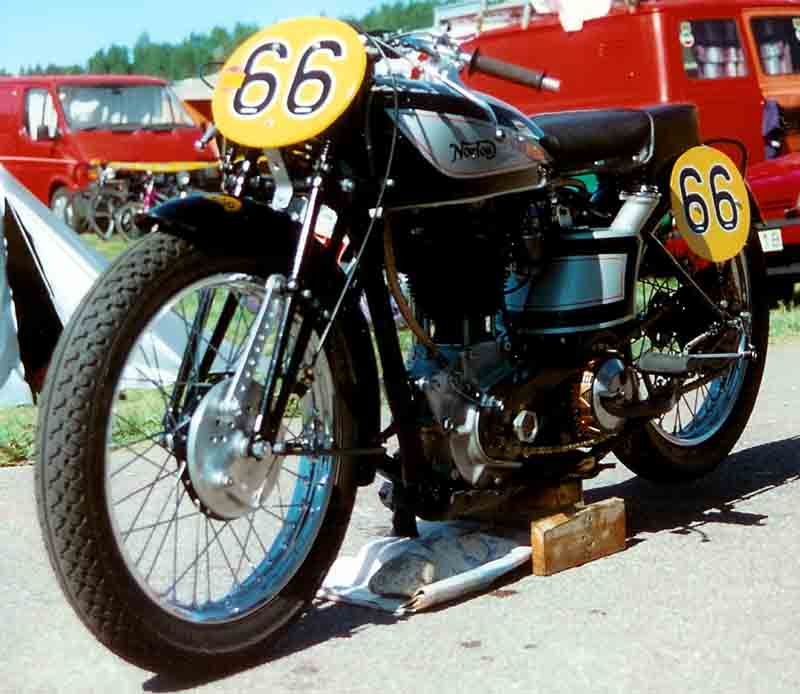
De Norton CS1 dateerde van vóór de oorlog, maar werd in de eerste jaren na de oorlog nog ingezet

## Carrière
In zijn tienerjaren wilde Artie Bell al beginnen met motorrijden, maar zijn vader dwong hem zijn pas gekochte Sunbeam weer van de hand te doen. In 1938 kocht Artie een Norton waarmee hij de tweede plaats haalde in de 350cc-klasse van de North West 200.
Na de Tweede Wereldoorlog duurde het enkele jaren voordat het racen weer op gang kwam. Vooral banden en benzine bleven lange tijd gerantsoeneerd. Met een Norton uit 1939 nam Artie Bell in 1946 deel aan de Cookstown 100 waar hij de snelste ronde reed.
In 1947 won hij de 500cc-klasse in de Ulster Grand Prix en de North West 200. Die laatste wedstrijd reed hij al voor het Norton-fabrieksteam onder leiding van Joe Craig. De Isle of Man TT was in die tijd de belangrijkste wegrace ter wereld, maar Artie Bell kende de race niet, afgezien van een bezoek als toeschouwer in 1935. Voor zijn werkgever Norton wilde hij er goed presteren, maar het was een enorme klus om de 60 km lange Snaefell Mountain Course te leren kennen. Nieuwelingen waren er eigenlijk kansloos en dat was ook de reden dat vrijwel nooit een "buitenlandse" coureur er goed kon presteren. Bell ging er enkele weken vóór de wedstrijd met zijn vrouw Iris naartoe. Hij reed het circuit ontelbare malen en maakte aantekeningen over de moeilijkste punten in het circuit. In de Senior TT ging het uitstekend; Bell leidde de eerste drie ronden. Bij zijn pitstop kreeg hij van Craig de opdracht het rustig aan te doen. Daardoor kon zijn teamgenoot Harold Daniell voorbij komen en zijn tweede Senior winnen. Bell had intussen wel de snelste ronde gereden. Hij won in dat jaar ook nog de TT van Assen en de Ulster Grand Prix en werd tweede in de Grands Prix van België en Zwitserland. Daarmee was duidelijk wie de beste Norton-coureur was: als er al een wereldkampioenschap wegrace had bestaan, was Artie Bell met overmacht wereldkampioen geworden.
In 1948 werd hij derde in de Junior TT als snelste Norton-rijder. In de Senior TT leidde Omobono Tenni lange tijd met zijn Moto Guzzi, tot hij door ontstekingsproblemen terugviel naar de negende plaats. Artie Bell won de wedstrijd, en was ook de enige fabrieksrijder die de finish haalde. Achter hem eindigden Bill Doran en Jock Weddell, beiden op Norton productieracers.
In 1949 nam Norton niet met een officieel fabrieksteam deel aan wegraces. In plaats daarvan leende men racemotoren aan Daniell, Bell en Lockett onder supervisie van Steve Lancefield. Artie Bell won de North West 200, in de Junior TT was hij opnieuw de snelste Norton-rijder met een derde plaats en in de Senior TT werd hij vierde, ondanks het feit dat hij in beide klassen technische problemen had. In dat jaar werd voor het eerst het wereldkampioenschap wegrace verreden. Door nog twee vierde plaatsen in de TT van Assen en de Grand Prix van België en een tweede plaats in de Ulster Grand Prix eindigde hij als vijfde in het wereldkampioenschap én als beste Norton-rijder. Dit was echter het laatste jaar dat de Nortons gebruik maakten van het Garden gate frame, dat niet erg hielp bij de handelbaarheid van de Nortons.

## Einde carrière
In 1950 was men overgestapt op het door Rex McCandless ontwikkelde Featherbed frame. Dat maakte een wereld van verschil. In de Junior TT én de Senior TT waren alle podiumplaatsen voor Norton. Artie Bell won de Junior TT vóór de nieuwe rijder Geoff Duke en Harold Daniell. Hij reed daarbij ook een nieuw ronderecord. Duke won de Senior TT vóór Bell en Johnny Lockett. Artie Bell won ook de North West 200. Ook in het wereldkampioenschap ging het aanvankelijk crescendo: In de 350cc-klasse werd hij vierde dankzij de overwinning Junior TT en de tweede plaats in de GP van België. Norton werd in de 500cc-klasse tweede, zesde en zevende. Artie Bell bezette die zevende plaats, maar hij was behalve zijn tweede plaats in de Senior TT alleen gestart in België. Daar reed hij achter het gevecht tussen Carlo Bandirola (Gilera) en Les Graham (AJS). Bandirola remde hard voor de La Source haarspeldbocht in Francorchamps waardoor Graham achter op zijn machine botste. Graham vloog eraf, maar Artie Bell botste op de AJS Porcupine en daarna tegen een tijdwaarnemingspost. Hij raakte zwaar gewond en was wekenlang in levensgevaar. Hij herstelde dankzij zijn goede conditie maar kon daarna niet meer racen, onder andere omdat hij zijn rechterarm niet meer kon gebruiken. Hij bleef nog lang als begeleider van jonge coureurs werken.
Vooral zijn prestaties bij de Isle of Man TT waren erg goed: hij startte in acht wedstrijden en behaalde 2 eerste, 2 tweede en 2 derde plaatsen. Zijn slechtste klassering was een vierde plaats en hij viel 1 keer uit.

## Overlijden
Artie Bell overleed op 7 augustus 1972 in zijn huis in Belfast. Hij kreeg een hartaanval door de grote hoeveelheden pijnstillers die hij moest gebruiken. In 1996 bracht het Ierse postbedrijf An Post een postzegelserie met beroemde Ierse motorcoureurs uit, waaronder een zegel met een afbeelding van Artie Bell.

## Wereldkampioenschap wegrace resultaten
(Races in cursief geven de snelste ronde aan)
| Jaar | Klasse | Team   | Motorfiets | 1     | 2       | 3     | 4     | 5     | 6     | Punten | Plaats | Overwinningen |
| ---- | ------ | ------ | ---------- | ----- | ------- | ----- | ----- | ----- | ----- | ------ | ------ | ------------- |
| 1949 | 350 cc | Privé  | Norton 40M | IOM 3 | ZWI 6   | NED - | BEL - | ULS - |       | 7      | 10e    | 0             |
| 1949 | 500 cc | Privé  | Norton 30M | IOM 4 | ZWI DNF | NED 4 | BEL 4 | ULS 2 | NAT - | 20     | 5e     | 0             |
| 1950 | 500 cc | Norton | Norton 40M | IOM 1 | BEL 2   | NED - | ZWI - | ULS - | NAT - | 14     | 4e     | 1             |
| 1950 | 500 cc | Norton | Norton 30M | IOM 2 | BEL DNF | NED - | ZWI - | ULS - | NAT - | 6      | 7e     | 0             |

## Isle of Man TT resultaten
| Jaar | Klasse    | Team   | Motorfiets | Plaats |
| ---- | --------- | ------ | ---------- | ------ |
| 1947 | Junior TT | Privé  | Norton CJ1 | 2      |
| 1947 | Senior TT | Privé  | Norton CS1 | DNF    |
| 1948 | Junior TT | Privé  | Norton CJ1 | 3      |
| 1948 | Senior TT | Privé  | Norton CS1 | 1      |
| 1949 | Junior TT | Privé  | Norton 40M | 3      |
| 1949 | Senior TT | Privé  | Norton 30M | 4      |
| 1950 | Junior TT | Norton | Norton 40M | 1      |
| 1950 | Senior TT | Norton | Norton 30M | 2      |